# Charles Grando
Pour les articles homonymes, voir Grando.
Charles Grando, ou Carles Grandó, né à Perpignan (Pyrénées-Orientales) le 30 mars 1889 et mort le 8 avril 1975 dans cette même ville, est un écrivain, poète, philologue et dramaturge autodidacte français d'expression catalane et française. Très actif dans la Renaissance catalane littéraire, il est un des membres fondateurs de l'Académie des Jeux floraux du Genêt d'Or à Perpignan.

## Biographie
Autodidacte, Charles Grando est initié à la grammaire et au vocabulaire catalan par Louis Pastre, instituteur . Il devient membre de la Société d'études catalanes (il en est secrétaire entre 1915 et 1921) et publie régulièrement dans la Revue Catalane, organe de la société.
En 1917, il obtient le prix de la section philologique de l'Institut d'Estudis Catalans pour son ouvrage El català al Rosselló.
Après la fin de la Société d'études catalanes en 1921, il fait partie de la Colla del Rosselló, puis participe en 1926 à la création des Jeux floraux du Genêt d'Or, émanation du Félibrige à Perpignan. Il s'agit d'encourager et d'honorer les poètes et artistes locaux, de défendre la langue et la tradition catalanes. Charles Grando sera successivement rapporteur, président, secrétaire perpétuel de l'Académie du Genêt d'Or pendant cinquante ans. Il participe à la fondation de la Maintenance catalane du Félibrige en 1930, il devient président de la Société agricole, scientifique et littéraire des Pyrénées-Orientales, de l'Association polytechnique de Perpignan et membre d'honneur du Groupe Roussillonnais d'Etudes Catalanes (GREC) créé en 1960.
Il collabore à de nombreuses revues et journaux (Revue catalane, Le Feu, L'éveil catalan, la Tramontane...) et participe aux manifestations culturelles du Roussillon, infatigable animateur de la Renaissance catalane avec Jean Amade et Joseph-Sébastien Pons.
Auteur de travaux divers, poète, philologue, dramaturge, conférencier, folkloriste, Charles Grando est une personnalité qui a marqué la vie culturelle du Roussillon.

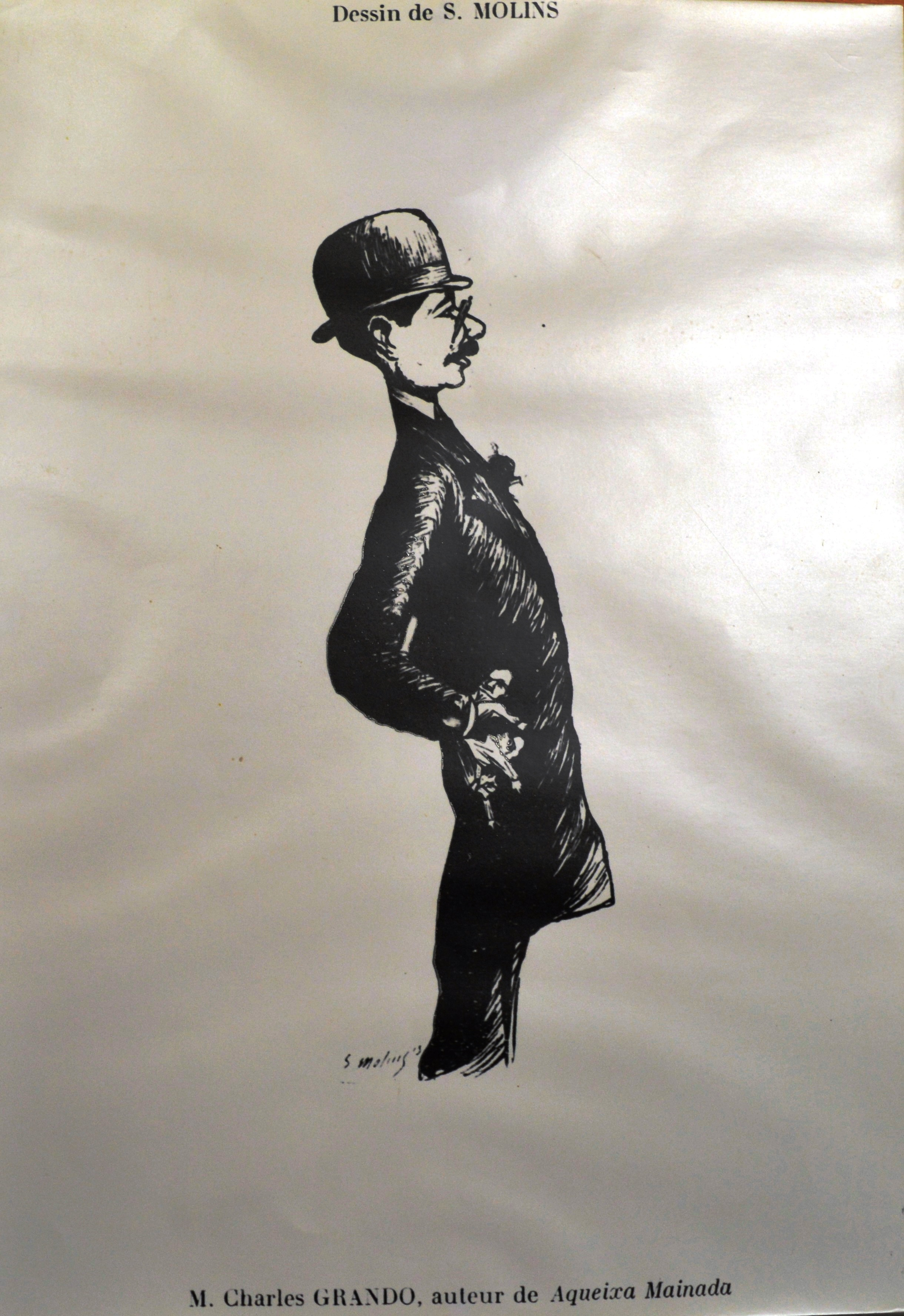
Charles Grando dessin de S. Molins

Ses archives et sa bibliothèque sont conservées à la Bibliothèque Universitaire Droit-Lettres de l'université de Perpignan depuis 1977.

## Œuvres

### Philologie
- El català al Rosselló (1917) : prix de la section philologique de l'Institut d'Estudis Catalans[1]. Clara Vilarrasa Ruiz, dans sa thèse consacrée à Charles Grando ne trouve pas trace de cette monographie[7].

- (ca) « Vocabulari rossellonès », dans Joan Corominas, Miscel·lània Fabra; recull de treballs de lingüística catalana i romànica, dedicats a Pompeu Fabra pels seus amics i deixebles amb motiu del 75e aniversari de la seva naixença, Buenos Aires, Impremta Coni, 1943, p. 180-205.

### Poésie
- Fleurs de vie, poésies, Perpinyà, Imprimerie Comet, 1912 (lire en ligne).
- (ca) El Clam roig, poema dels nous temps bàrbres en XX malediccions, Perpinyà, Imp. Catalana, 1917 (lire en ligne).
- (ca) Carles Grandò, Barcelone, Omega, 1924 (lire en ligne).
- (ca) Fa sol i plou, Barcelone, La Revista, 1932 (lire en ligne).
- (ca) Jocs de miralls, Perpinyà, Colleccions del G.R.E.C. i tramuntana, 1963 (lire en ligne).

### Théâtre
- (ca) Amos i domèstics : comèdia catalana en un acte, Perpinyà, Imprenta d'en Pique, 1912 (lire en ligne).
- (ca) Aqueixa mainada! : comèdia catalana en un acte, Perpinyà, Imprimerie Comet, 1913 (lire en ligne).
- (ca) « L'àvia : comèdia lirica rossellonesa en dos quadres », Tramontane, no 457,‎ 1962, p. 133-164.

### Prose
- (ca + fr) Les cris de la rue : notes de folklore, Perpinyà, Imprimerie Comet, 1915 (lire en ligne).
- (ca) Monòlegs rossellonesos. I, Fariboles, Perpinyà, Imprempta Catalana, 1917 (lire en ligne).
- (ca) Monòlegs rossellonesos. II, Gatimells, Perpinyà, Imp. Catalana, 1918 (lire en ligne).
- (ca) Rossellonenques, Barcelone, Impr. Ràfols, 1918.